# Francisco José Zerda
Francisco José Zerda, militar argentino que se desempeñó como comandante en jefe del Ejército Argentino desde el 5 de junio de 1956 hasta el 21 de noviembre del mismo año.

## Biografía
Como coronel, estuvo implicado en el golpe militar del 16 de septiembre de 1955 contra Juan Domingo Perón. Así, a mediados de 1956 era general de división y comandante del 3.er Ejército con asiento en Buenos Aires. Tras el relevo del teniente general Julio Alberto Lagos, fue designado por el ministro Arturo Ossorio Arana comandante en jefe del Ejército el 5 de junio de 1956, reteniendo el 3.er Ejército.
Por tensiones entre los comandantes del ejército (con Zerda como cabecilla) y el ministro Ossorio Arana (apoyado por el general Pedro Eugenio Aramburu), Zerda quedó relevado del puesto la noche del 21 al 22 de noviembre de 1956, y fue sucedido por el propio ministro Ossorio Arana, quien se nombró a sí mismo comandante en jefe, y procedió a expulsar de la fuerza a los comandantes rebeldes.